# Nannothrissa
Nannothrissa is een geslacht van straalvinnige vissen uit de familie van de haringen (Clupeidae).

## Soorten
- Nannothrissa parva (Regan, 1917)
- Nannothrissa stewarti Poll & Roberts, 1976